# Historia de Zambia
Zambia es un país centroafricano fruto de la colonización europea del siglo XIX. Antes de eso su territorio estaba cubierto por diversos reinos y Estados con distintos grados de estabilidad. Aunque relacionados entre ellos, especialmente por vínculos comerciales, nunca estuvieron confederados ni existió una unión política hasta la creación de las divisiones administrativas británicas del siglo XIX.

## Historia temprana
El territorio actual de Zambia fue originalmente poblado por otras tribus khoisan de cazadores-recolectores, que fueron desplazados hace unos dos mil años por pueblos migratorios, más avanzados tecnológicamente. Asimismo, a partir del siglo XII, comienza la gran migración bantú que habría de poblar gran parte del continente. 
Entre esos pueblos se encontraban los tonga (También llamados batonga) que fueron los primeros en establecerse en Zambia. Los nkoya probablemente llegaron incluso antes, estableciéndose en el territorio desde los reinados Luba-Lunda del norte.
Otros grupos siguieron llegando, con un gran influjo entre los siglos XVII y XIX. Esta inmigración procedía de los Luba y Lunda originarios de la actual República Democrática del Congo y el norte de Angola. A lo largo del siglo XIX llegaron los nguni desde el sur, como consecuencia del Mfecane.

## Edad Contemporánea

### Estados decimonónicos

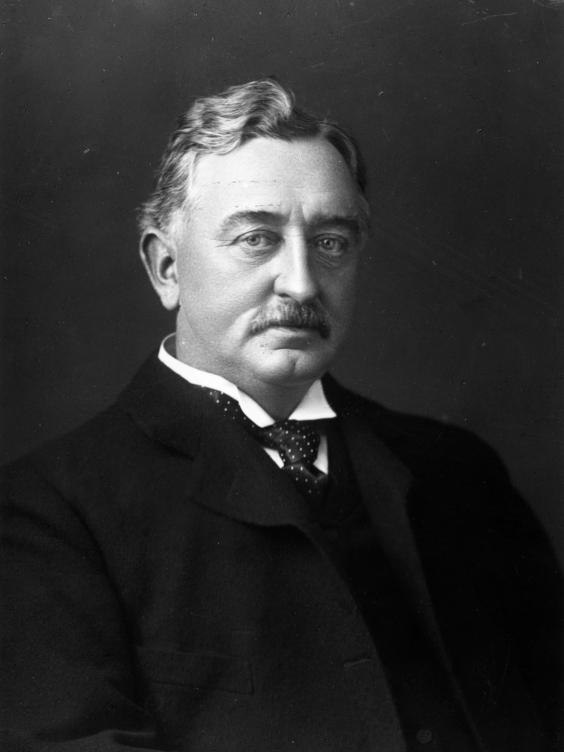
Cecil Rhodes.

A comienzos del siglo XIX lo que hoy es Zambia estaba dividido en un puñado de Estados poderosos y estables, que debían su riqueza y aun su existencia a un comercio fructífero, y tribus más o menos suprafamiliares sin relevancia política ni territorial. Los grandes países que tenían presencia en Zambia en torno a 1800 eran el Reino de Cazembe, el Imperio luba y el Imperio lunda. Entre el resto destacan los nkoya, que sólo lograron mantener dos pequeños dominios en el siglo XIX: Kahare y Mutondo.

### Colonización europea
Visitada por los portugueses en el siglo XVIII, la actual Zambia fue explorada por el británico David Livingstone. La penetración colonial se inició en 1890, por medio de la British South Africa Company. Su gran artífice fue Cecil Rhodes, presidente de la British South African Company, que se dedicó a explotar los minerales de la zona y cuyo apellido daba nombre al país(es). 
Antigua Rodesia del Norte, en 1953 el Reino Unido intentó unirla a Rodesia del Sur (actual Zimbabue) y la Nyasalandia (actual Malaui), pero los intereses de los colonos blancos de Zimbabue hicieron que en 1964 Rodesia del Norte se separase, formando el nuevo Estado de Zambia. En 1964 Kenneth Kaunda fue elegido como primer (y único) primer ministro de Rodesia del Norte. Poco después, el gobierno declaró unilateralmente la independencia en noviembre de 1965 , contando entonces con unos 70.000 habitantes de origen británico.

### Zambia independiente

#### Años 1960 y 1970
Winston Field pretendió la creación de un Estado independiente del Reino Unido formado por Rodesia del Norte y Rodesia del Sur, mientras que Barotselandia hubiera sido un segundo país, hecho más acorde con su pasado histórico. Zambia, sin embargo, se independizó en 1964. A partir de entonces comenzó a recibir una buena cantidad de capital y asistencia técnica extranjeros. Su primer presidente fue Kenneth Kaunda, que fue reelegido en 1968 y se mantuvo en el poder hasta 1991.
En el momento de independizarse Zambia contaba con una riqueza mayor a la de sus vecinos. Conocía sus recursos naturales y tenía los medios para exportarlas. Principalmente eran minas de cobre y, en menor medida, de otros materiales. Tampoco faltaba agua dulce gracias a sus grandes ríos y sus lagos, por lo que la agricultura estaba razonablemente desarrollada.
Los años 1970 supusieron un revés económico. En 1973 la frontera con Rodesia quedó cerrada; además, el ferrocarril de Tanzam no supuso el aliciente económico esperado y los precios del cobre bajaron de forma brusca en 1975. Este último hecho provocó el cierre de algunas minas en el llamado Cinturón del Cobre y la huida de la inversión occidental. La situación se agravó por la escasez de maíz que tuvo lugar esos años, uno de los principales cultivos del país, lo que provocó situaciones de pobreza entre la población negra. Muchos de los problemas se achacaron a la mala administración gubernamental, y el descontento provocó la aparición de rumores de conspiraciones para derrocar al presidente. En esa década tuvo lugar la Guerra de Rodesia.

#### Años 1980 y 1990

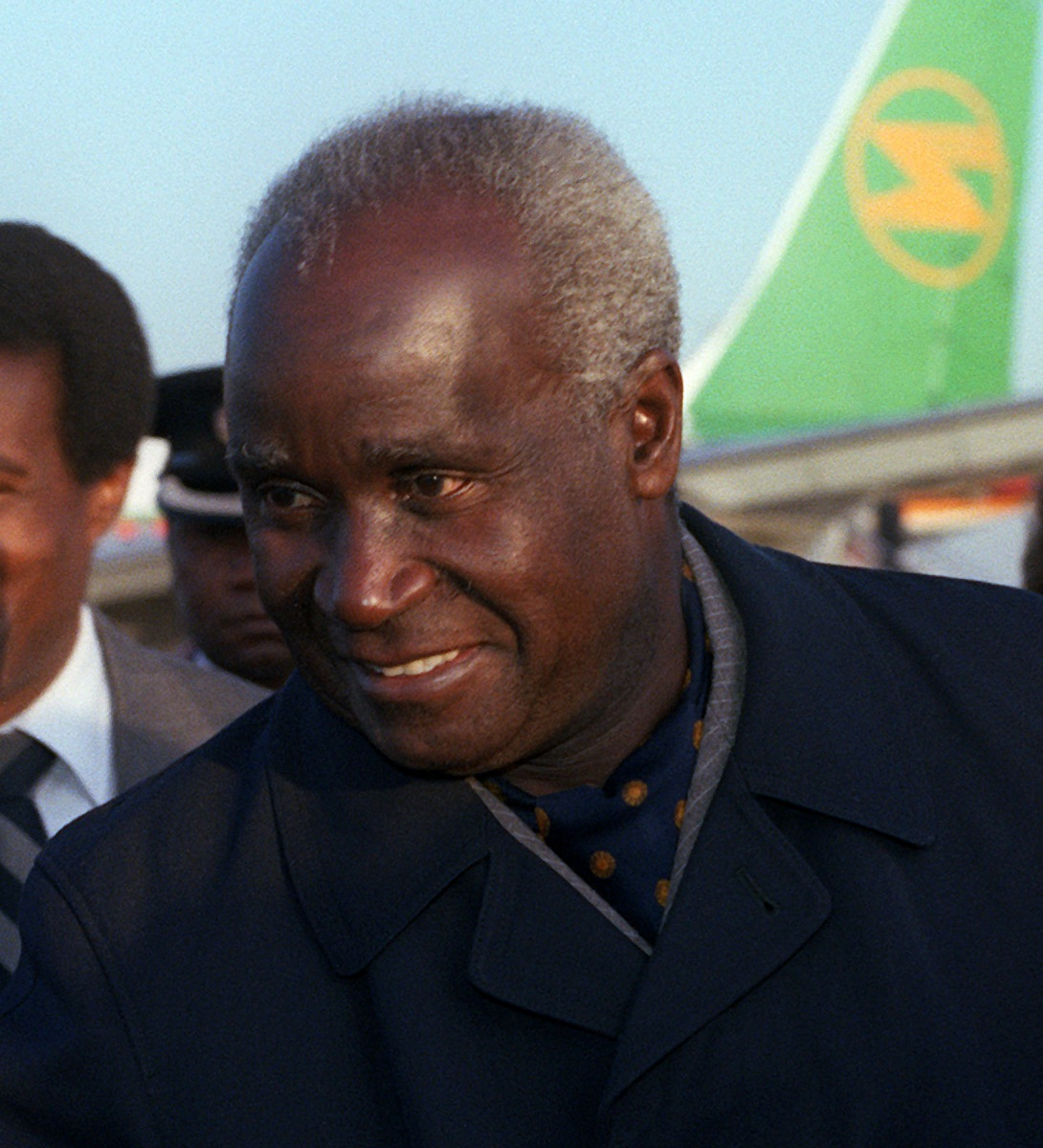
Kenneth Kaunda.

En 1986 y 1987 se produjeron disturbios en la Provincia de Copperbelt y en Lusaka debido a la subida de los precios en alimentación, efecto de las medidas del gobierno para recibir créditos el Fondo Monetario Internacional. La Sudáfrica del apartheid aprovechó esta circunstancia para imponer sanciones militares y económicas a Zambia, pues este país acogía de buen grado al CNA (Congreso Nacional Africano, posteriormente primer partido de la democracia sudafricana). Zambia, un Estado sin litoral, debía estar a bien con Sudáfrica debido a la dependencia que tenía de sus puertos, pues sus otros vecinos con mar, Angola y Mozambique, estaban envueltos en sendos revueltas. No obstante Kaunda no hizo caso y Sudáfrica envió un ataque aéreo a la capital zambiana, Lusaka, en 1987. Finalmente Kaunda impuso restricciones a las actividades del CNA en el país y buscó la cooperación de Sudáfrica. 
Tales desastres obligaron a Kaunda a restituir en 1990 los partidos políticos, que había prohibido años antes. En 1992 se convocaron elecciones, ganadas por el Movimiento para la Democracia Múltiple (MMD). Kaunda, cuyo partido sólo tenía mayoría en el este del país, dimitió, aunque volvió a ser presidente de su partido en 1995, cuando el MMD, liderado por Frederick Chiluba, a tal efecto segundo presidente de Zambia, daba señales inequívocas de desaparecer. El UNIP, partido de Kaunda, ganó las elecciones de 1996.

#### Años 2000
Entre diversas acusaciones de malversación de fondos y otros casos de corrupción de su administración, y antes de las elecciones de 2001, Chiluba intentó cambiar la constitución para permitirle postularse para un tercer mandato. Se vio obligado a dar un paso atrás en este punto después de las protestas dentro del partido, así como de la población de Zambia. Tras el intento fallido de modificar la constitución para permitirle postularse para un tercer mandato en el cargo en 2001, y dado el gran número de protestas públicas, Chiluba tuvo que retirarse. Su sucesor fue Levy Patrick Mwanawasa.  En el año 2008 este último muere, motivo por el que asume Rupiah Banda.

#### Década del 2010
En las elecciones del 2011 asume como presidente Michael Sata. El 28 de octubre de 2014 fallece en Londres, tras varias semanas de hospitalización. Fue el segundo líder de Zambia en morir en el cargo después de Levy Mwanawasa en 2008. Después de la muerte de Sata, el vicepresidente Guy Scott, un zambiano de ascendencia escocesa, fue nombrado presidente interino de Zambia. El 24 de enero de 2015, se anunció que Edgar Chagwa Lungu había ganado las elecciones para convertirse en el sexto presidente en una contienda muy reñida. En agosto de 2016, ganó la reelección por un estrecho margen en la primera vuelta de las elecciones. La oposición tenía denuncias de fraude y el gobernante Frente Patriótico (PF) rechazó las denuncias del partido opositor UPND.
En las elecciones presidenciales de agosto de 2021, el líder de la oposición Hakainde Hichilema derrotó al entonces presidente Edgar Lungu por abrumadora mayoría. El 24 de agosto de 2021, Hakainde Hichilema prestó juramento como nuevo presidente de Zambia.